# Paul Berry (cầu thủ bóng đá, sinh 1958)
Paul Berry, (sinh ngày 8 tháng 4 năm 1958), là một cựu cầu thủ bóng đá người Anh thi đấu cho Oxford United và Witney United. Ông cũng có một thời gian ngắn thi đấu ở Norwich City trước khi gia nhập thi đấu toàn thời gian tại Oxford.
Sau khi giải nghệ, ông dẫn dắt Ardley United, Carterton, Bicester Town và Abingdon Town.